# NGC 1434
NGC 1434 é uma galáxia espiral (S0-a) localizada na direcção da constelação de Eridanus. Possui uma declinação de -09° 40' 59" e uma ascensão recta de 3 horas, 46 minutos e 12,8 segundos.
A galáxia NGC 1434 foi descoberta em 1886 por Frank Müller.